# Маргарита (острів)
Маргари́та (ісп. Margarita, Isla de Margarita ісп. вимова: [maɾɣaˈɾita]) — острів у Карибському морі біля північно-східного узбережжя Венесуели (22 км). Острів належить Венесуелі (офіційна назва Боліваріанська Республіка Венесуела), адміністративно  є частиною штату Нуева-Еспарта, найменшого в країні. Тут розташований центр штату — місто Ла-Асунсьйон. Острів вважається зоною вільної торгівлі.
Населення — 490 тис. у 2011 році (400 тис. осіб у 2007, 118 тис. — в 1971). Абсолютна більшість населення і всі значні міста розташовані в східній частині Маргарити.

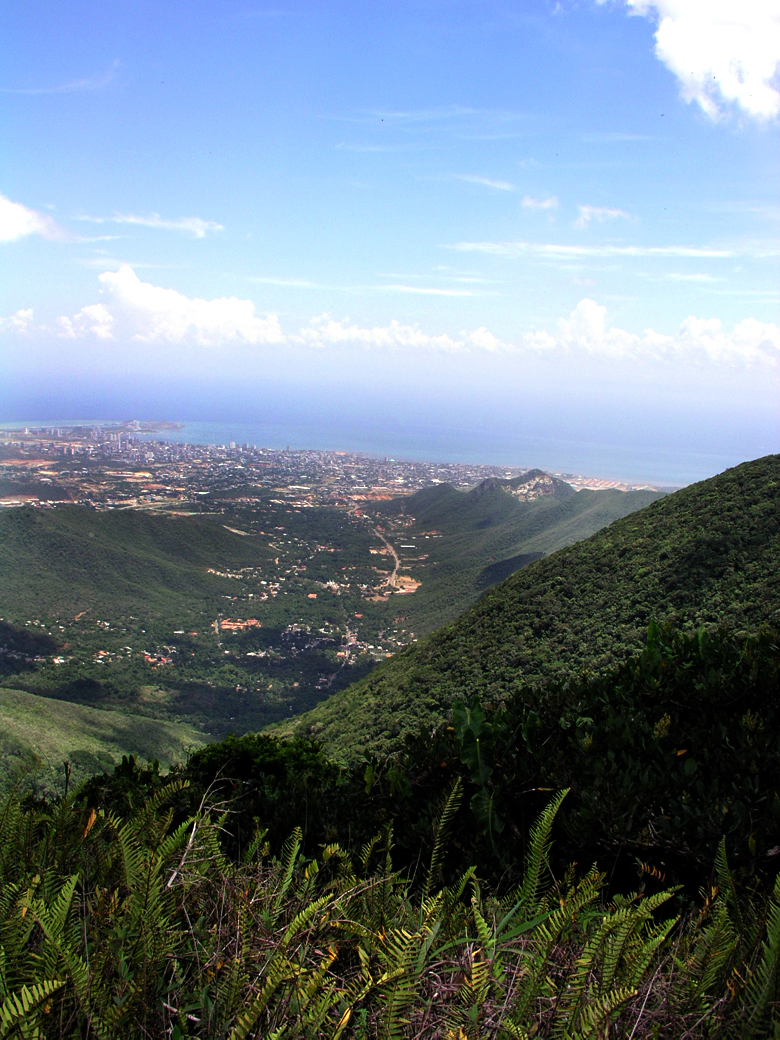
Гора Ель-Копей

## Географія
Площа острова становить 1071 км². Довжина острова становить 78 км, максимальна ширина — 20 км, довжина берегової лінії  — 152 км. Острів складається з двох частин, з'єднаних вузьким та низинним піщаним перешийком довжиною 18 км. По центру острова розташована велика лагуна Арестінга. Переважають погорбовані рівнини. У західній та східній частинах простягаються 2 гірських масиви висотою 750 (гора Маканао) та 930 (гора Сан-Хуан) м відповідно.

### Клімат

Прапор острова Маргарита

Острів знаходиться у зоні, котра характеризується кліматом тропічних саван. Найтепліший місяць — травень із середньою температурою 28.9 °C (84 °F). Найхолодніший місяць — січень, із середньою температурою 26.1 °С (79 °F).
| Клімат о. Маргарита     | Клімат о. Маргарита | Клімат о. Маргарита | Клімат о. Маргарита | Клімат о. Маргарита | Клімат о. Маргарита | Клімат о. Маргарита | Клімат о. Маргарита | Клімат о. Маргарита | Клімат о. Маргарита | Клімат о. Маргарита | Клімат о. Маргарита | Клімат о. Маргарита | Клімат о. Маргарита |
| Показник                | Січ.                | Лют.                | Бер.                | Квіт.               | Трав.               | Черв.               | Лип.                | Серп.               | Вер.                | Жовт.               | Лист.               | Груд.               | Рік                 |
| Середній максимум, °C   | 31,1                | 32,2                | 32,2                | 32,8                | 32,8                | 32,2                | 32,2                | 32,2                | 32,8                | 32,8                | 32,2                | 32,2                | 32,3                |
| Середня температура, °C | 26,1                | 27,2                | 27,2                | 27,8                | 28,9                | 27,8                | 27,8                | 27,8                | 27,8                | 27,8                | 27,2                | 27,2                | 27,5                |
| Середній мінімум, °C    | 20                  | 21,1                | 22,2                | 22,8                | 23,9                | 22,8                | 22,8                | 22,8                | 22,8                | 22,8                | 22,2                | 21,1                | 22,3                |
| Норма опадів, мм        | 7                   | 3                   | 2                   | 8                   | 48                  | 105                 | 119                 | 121                 | 84                  | 59                  | 44                  | 24                  | 624                 |
| ----------------------- | ------------------- | ------------------- | ------------------- | ------------------- | ------------------- | ------------------- | ------------------- | ------------------- | ------------------- | ------------------- | ------------------- | ------------------- | ------------------- |
| Джерело: Weatherbase    |                     |                     |                     |                     |                     |                     |                     |                     |                     |                     |                     |                     |                     |

## Історія
Острів Маргарита відкритий Христофором Колумбом в 1498 році в його третьому плаванні до Західної півкулі і названий на честь принцеси Маргарити Австрійської. На острові Маргарита і сусідніх з ним тоді жили індіанці, споріднені з сучасним індіанським народом Варао, який мешкає і зараз на узбережжі північно-східної Венесуели. З кінця XV і до початку XIX століття острів був колонією Іспанії. У XVI-XVII ст. зазнавав неодноразових нападів піратів як центр прибуткового промислу перлів та вивозу колоніальних товарів до метрополії. До сьогодні на острові збереглись деякі залишки фортів, побудованих для захисту від піратів. 
Острів відіграв чималу роль в історії республіки: 1814 року він став першою постійною територією незалежної Венесуели після поразки першої визвольної війни. Саме тут 1816 року Сімон Болівар був затверджений головнокомандувачем Республіки Венесуела з відновленням боротьби проти іспанського панування.

## Економіка
На острові є родовища магнезиту.
Населення зайняте тропічним землеробством, тваринництвом, рибальством, видобутком перлів, обслуговуванням туристів.
На острові збудовані підприємства з переробки риби.

## Туризм
Острів дуже полюбляють туристи. Його називають перлиною Карибського моря. Багаті венесуельці зі столиці мають тут свої вілли. Розвинені курорти, з них найбільший — Порламар (найбільше місто острова і всього штату з населенням до 125 тис. осіб).

## Екологія
Острів вкритий чагарниками та кактусами, в горах - літньозелені ліси. Проживають різні видів птахів - фламінго, пелікани, папуги тощо.
На острові створено 2 національних парки і 3 природні резервації.